# Милтаун (Голуэй)
Милтаун (англ. Milltown; ирл. Baile an Mhuilinn) — деревня в Ирландии, находится в графстве Голуэй (провинция Коннахт) у трассы N17.
Местная железнодорожная станция была открыта 30 апреля 1894 года и закрыта 17 июня 1963 года.